# Einband-Europameisterschaft 1950

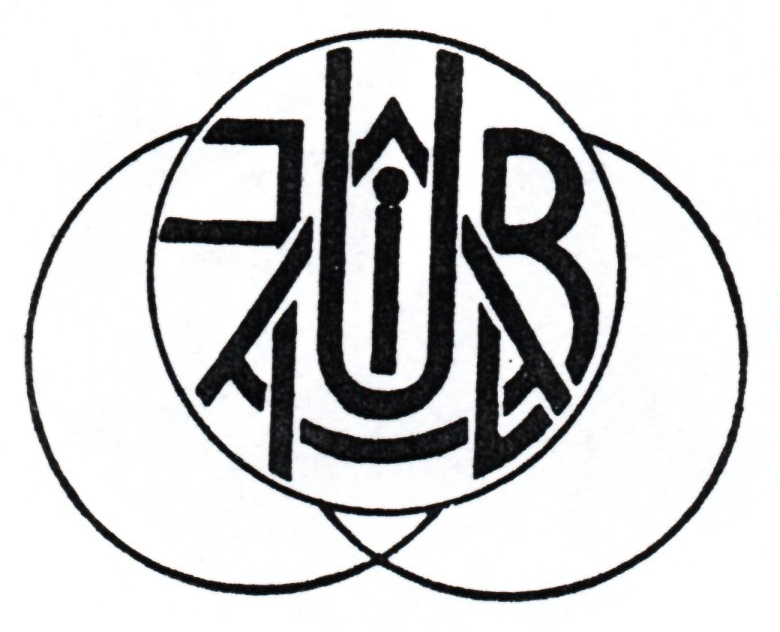
Logo UIFAB (ausrichtender Verband)

Die Einband-Europameisterschaft 1950 war das 1. Turnier in dieser Disziplin des Karambolagebillards und fand vom 18. bis zum 21. Mai 1950 in Algier, damals Teil der Vierten Französischen Republik, statt.

## Geschichte
Nachdem bereits ab 1934 Einband-Weltmeisterschaften ausgetragen wurden, entschloss sich die UIFAB auch Europameisterschaften in dieser Disziplin des Billardsportes auszutragen. Erster Sieger wurde der Österreicher Ernst Reicher, der im Einband 1934 auch schon den Weltmeistertitel gewann, vor dem Belgier Clément van Hassel und dem Franzosen Roland Dufetelle.

## Turniermodus
Hier wurde im Round Robin System bis 150 Punkte gespielt. Es wurde mit Nachstoß gespielt. Damit waren Unentschieden möglich.
Bei MP-Gleichstand (außer bei Punktgleichstand beim Sieger) wird in folgender Reihenfolge gewertet:
1. MP = Matchpunkte
2. GD = Generaldurchschnitt
3. HS = Höchstserie

## Abschlusstabelle
| MP    | Match Points (Sieger = 2; Unentschieden = 1; Verlierer = 0) |
| Pkte. | Erzielte Karambolagen                                       |
| Aufn. | Benötigte Versuche                                          |
| GD    | Generaldurchschnitt                                         |
| BED   | Bester Einzeldurchschnitt eines Spielers                    |
| HS    | Höchstserie                                                 |
|       | Bester GD des Turniers                                      |
|       | Bester ED des Turniers                                      |
|       | Beste HS des Turniers                                       |
|       | 1. Platz (Gold)                                             |
|       | 2. Platz (Silber)                                           |
|       | 3. Platz (Bronze)                                           |

| Platz                     | Name               | MP   | Pkte. | Aufn. | GD   | BED  | HS |
| ------------------------- | ------------------ | ---- | ----- | ----- | ---- | ---- | -- |
| 1                         | Ernst Reicher      | 12:0 | 900   | 198   | 4,54 | 7,14 | 49 |
| 2                         | Clément van Hassel | 8:4  | 872   | 264   | 3,30 | 6,25 | 38 |
| 3                         | Roland Dufetelle   | 8:4  | 792   | 249   | 3,18 | 4,05 | 29 |
| 4                         | Alfredo Alhinho    | 6:6  | 802   | 276   | 2,90 | 3,57 | 32 |
| 5                         | Henri Louche       | 4:8  | 695   | 250   | 2,78 | 2,94 | 29 |
| 6                         | Jan Sweering       | 2:10 | 796   | 310   | 2,56 | 2,41 | 35 |
| 7                         | Eduard Leutgeb     | 2:10 | 683   | 338   | 2,02 | 1,94 | 19 |
| Turnierdurchschnitt: 2,94 |                    |      |       |       |      |      |    |